# Servais Verherstraeten
Servais Verherstraeten (ur. 29 stycznia 1960 w Balen) – belgijski i flamandzki polityk oraz prawnik, parlamentarzysta, sekretarz stanu w rządzie federalnym.

## Życiorys
Ukończył szkołę średnią w Mol, następnie w 1983 studia prawnicze na Katolickim Uniwersytecie w Leuven. Rok później uzyskał uprawnienia zawodowe i rozpoczął praktykę jako prawnik w miejscowości Turnhout.
Zaangażował się w działalność Chrześcijańskiej Partii Ludowej, przekształconej później w ugrupowanie Chrześcijańscy Demokraci i Flamandowie. Od 1988 związany z samorządem miejskim w Mol jako radny i członek miejskiej egzekutywy. W 1995 po raz pierwszy został wybrany do Izby Reprezentantów, reelekcję uzyskiwał w kolejnych wyborach (1999, 2003, 2007, 2010, 2014 i 2019). W 2011 w koalicyjnym rządzie Elia Di Rupo został sekretarzem stanu ds. reformy instytucjonalnej, funkcję tę pełnił do 2014.